# Berchem
Berchem és un antic municipi de Bèlgica a la província d'Anvers. Berchem va ser un municipi independent fins a la fusió amb Anvers el 1r de gener del 1983. Té una superfície de 5,79 km² i el 2020 tenia 43.433 habitants. Limita amb els barris de Deurne, Borgerhout, Wilrijk i Anvers i el municipi de Mortsel.
El poble es va desenvolupar a un pujol d'uns 12 metres d'altitud on avui hi ha l'església Sant Wilibrord. Això n'explica el nom: poble, casa (-heem) al munt (berg).
Berchem es troba al llarg de la carretera Grote Steenweg. Aquesta ‘gran carretera calçada’ estrenada el 1710. Va ser la primera ruta enterament calçada entre dues ciutats importants dels Països Baixos austríacs. Avui forma part de la carretera N1 connecta Brussel·les i Malines via Anvers amb la frontera neerlandesa a Wuustwezel. Aquest eix va perdre importància per la construcció de les autopistes E19 i A12.
Berchem té tres barris Oud Berchem, Groenenhoek i Nieuw Kwartier.